# Coings
Coings ist eine französische Gemeinde mit 903 Einwohnern (Stand: 1. Januar 2022) im Département Indre in der Region Centre-Val de Loire. Brion ist Teil des Arrondissements Châteauroux und des Kantons Levroux. Die Einwohner werden Cogniciens genannt.

## Geographie
Coings liegt etwa acht Kilometer nordnordöstlich von Châteauroux am Flüsschen Ringoire, das hier noch Ruisseau des Fontaines genannt wird. Umgeben wird Coings von den Nachbargemeinden Brion im Norden, La Champenoise im Nordosten, Montierchaume im Osten, Déols im Süden sowie Vineuil im Westen.
Durch die Gemeinde führt die Autoroute A20. Der Flughafen Châteauroux liegt weitgehend im Gemeindegebiet.

## Bevölkerungsentwicklung
| Jahr                      | 1962 | 1968 | 1975 | 1982 | 1990 | 1999 | 2006 | 2013 |
| Einwohner                 | 489  | 446  | 479  | 762  | 821  | 815  | 859  | 807  |
| Quelle: Cassini und INSEE |      |      |      |      |      |      |      |      |

## Sehenswürdigkeiten
- Kirche Saint-Pierre-et-Saint-Paul